# ゲムシタビン
ゲムシタビン（英語: Gemcitabine、略号：GEM）とは、抗癌剤として用いられる含フッ素ヌクレオシドの一種である。シチジンのリボース環の2'位がフッ素2個で置換された構造を持つ。
イーライリリー・アンド・カンパニーが開発し、商品名ジェムザール（Gemzar）で販売している。ジェムザールの性状は白色から微黄白色の結晶性の粉末である。

## 効果・効能
- 非小細胞肺癌、膵臓癌、胆道癌、膀胱癌、乳癌。

卵巣癌などに対しても有効性が報告されている（卵巣癌については2010年4月27日に厚生労働省が適応拡大と判定）。

## 用法
点滴で投与される。生理食塩水に溶解して用いる。本剤の添付文書に「外国での臨床試験の報告例に、週2回以上の点滴または60分以上の点滴で副作用が増強したものがある」とあり、「週1回の点滴を30分間で行う」よう警告がある。

## 作用機序
シチジンと同じ様にDNA鎖に取り込まれ、別のヌクレオシドが1つ付くことにより、DNA鎖を伸長停止させる。このことにより、アポトーシスが誘導され、腫瘍細胞を自殺に追い込む。